# Akcjabrský rajón
Akcjabrský rajón (bělorusky Акцябрскі раён, ukrajinsky Октябрський район, rusky Октябрьский район) je územně-správní jednotkou na jihu Homelské oblasti v Bělorusku. Administrativním centrem rajónu je město Akcjabrski (bělorusky Акцябрскі, rusky Октябрьский).

## Geografie
Rozloha rajónu je 1 381,2 km² s délkou od západu na východ 65 km od severu k jihu 43 km. Rajón se nachází v severovýchodní části Pripjaťského Polesí a hraničí s Petrykaŭským, Kalinkavickým a Svetlahorským rajónem v Homelské oblasti, jakož i s Babrujským a Gluským rajónem v Mohylevské oblasti a Ljubanským rajónem v Minské oblasti. Lesy zabírají celkem 58% území rajónu, zemědělská půda jen 33%.
Na území rajónu teče 10 řek, hlavní je Pcič (největší levostranný přítok Pripjatě) a její přítoky Aresa a Neretovka, a také Tremlja s přítokem Vetka. Prochází tudy Slavkovičsko-Jaminský odvodňovací kanál (levý přítok Aresy). Všichny řeky patří do povodí Dněpru.
Oblast je bohatá na minerály, jakou je například ropa (7 ložisek), potaše a kamenné soli (2 ložiska), průmyslové vody a solanky, rašeliny (20 ložisek).
Průměrná teplota v lednu je -6,3 °C, v červenci 18,4 °C. Objem dešťových srážek je 627 mm za rok. Vegetační období trvá 195 dnů.
Půdy jsou převážně rašelinité a podzolové.

## Historie
Rajón byl založen 28. června 1939, původně byl součástí Poleské oblasti. Dne 20. září 1944 zařazen do území Babrujského rajónu a dne 8. ledna 1954 se stal součástí Homelské oblasti. Dne 25. prosince 1962 byl rajón zrušen a jeho území bylo přiděleno Svetlogorskému rajónu. Dne 30. července 1966 byl rajón obnoven a stal se již samostatným celkem nesoucí své jméno dodnes.

## Demografie
V rajónu žije celkem 17 200 obyvatel, mimo jiné městské prostředí obývaná 7 800 lidí (všichni v centrum rajónu Akcjabrski). Nachází se zde celkem 75 osad, z nichž největší je Akcjabrski.
Obyvatelstvo, plynoucí ze sčítání lidu v roce 1999, bylo rozděleno: Bělorusové — 93.8 %, Rusové — 3.8 %, Ukrajinci — 1.3 %, Poláci — 0.2 %, Romové — 0.2 %, Lotyši — 0.1 %, Moldavané — 0.1 %, Němci — 0.06 %, Arméni — 0.05 %, Baškirové — 0.04 %, Ázerbájdžánci — 0.04 %.

## Ekonomika
Průmysl v této oblasti je málo rozvinutý a představuje jen několik malých podniků: závod „COM“ na výrobu sušeného mléka, pekárna, lesní podnik, stavební firmy. V obci Rabkor se nachází závod pro výrobu asfaltu a sklad pohonných hmot. Nedaleko obce Ljubaň se těží ropa.
Zemědělské pozemky zabírají asi 45 tisíc hektarů půdy. Hlavními zemědělskými podniky je 6 zemědělských družstev a 3 společné zemědělské unitární podnik (CSEA). V oblasti je tak v provozu 14 farem, byť území rajónu není příliš úrodné.

## Doprava
Rajónem prochází místní železniční dráha Rabkor — Babrujsk, která byla dříve připojena k lince Brest — Homel, ale během války byla železniční trať zničena a na konci druhé světové války již nebyla obnovena.
Rajón protíná i silniční spojení Glusk — Ozariči a Pariči — Kopatkeviči.

## Pamětihodnosti
Na území rajónu se nachází celkově 113 kulturních památek, včetně 101 historických a kulturních památek a 12 archeologických. Na státním seznamu historicko-kulturních cenností Běloruské republiky se nachází 7 z nich.